# First Time (singel Fabolousa)
First Time – szósty singel Fabolousa z albumu From Nothin' to Somethin' we współpracy z Rihanną. Wydano go w marcu 2008.